# 里卡多·曼格·奥巴马·恩富比
里卡多·曼格·奥巴马·恩富比（西班牙語：Ricardo Mangue Obama Nfubea，1961年—），赤道几内亚律师、政治家，赤道几内亚民主党成员，芳族人，2006年至2008年擔任赤道几内亚总理。
| 前任： 米格尔·阿维亚·比特奥·博里科 | 赤道几内亚总理 2006年至2008年 | 繼任： 伊格纳西奥·米拉姆·坦恩 |